# 境川ダム

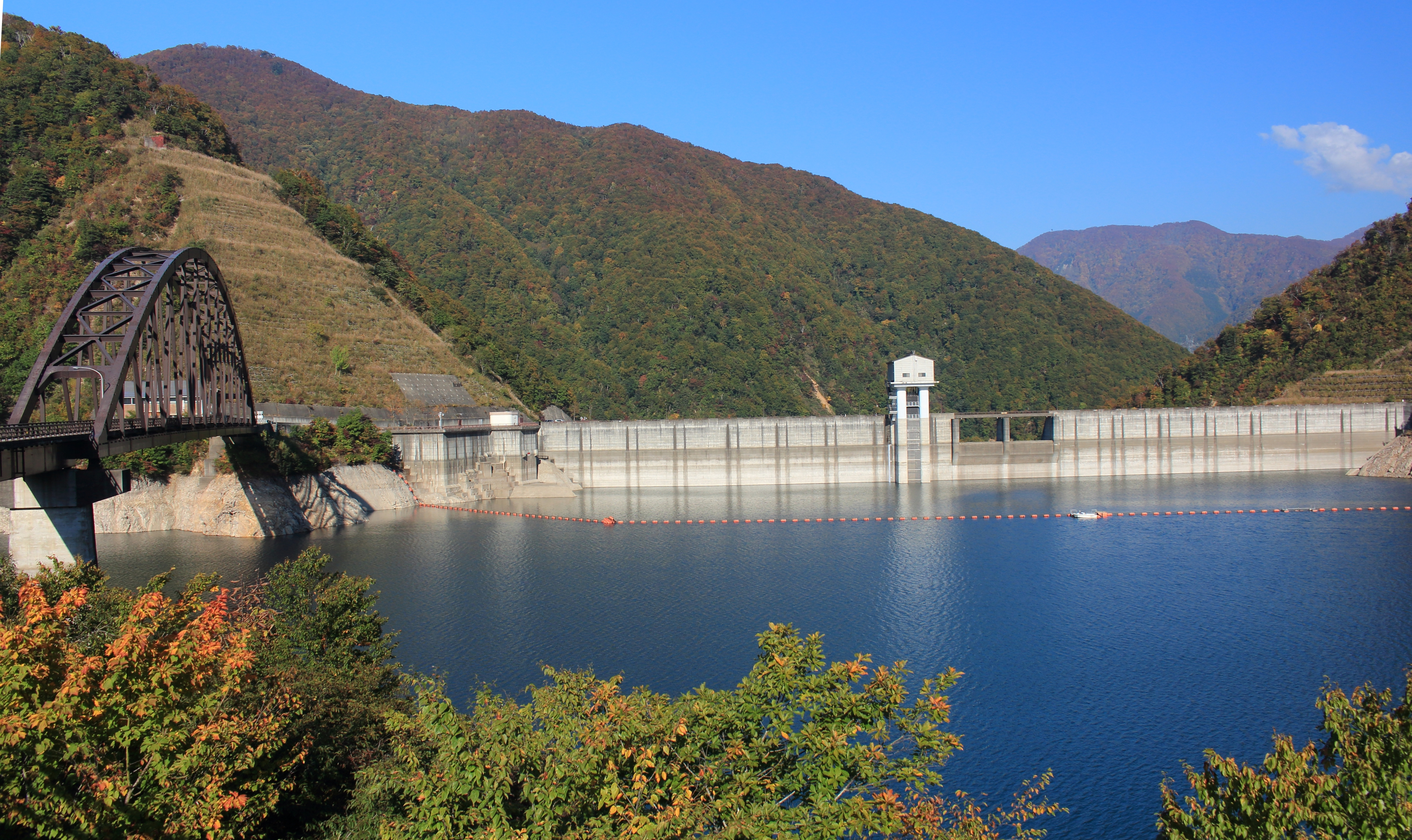
桂湖畔から望む境川ダムと開津橋

境川ダム（さかいがわダム）は、富山県南砺市と岐阜県大野郡白川村にまたがる、一級河川・庄川水系境川に建設されたダムである。
富山県が管理する県営ダムで、県営ダムとしては日本国内屈指の高さである115.0メートルの重力式コンクリートダム。庄川水系では数少ない多目的ダムで、境川・庄川の治水と高岡市を始めとする流域市町村への利水を目的としている。また、このダムは日本国内では珍しい消流雪用水を目的としており、冬季雪を融かすための設備への用水を補給している。ダムによって形成された人造湖は桂湖（かつらこ）と命名された（1990年10月に命名）。

## 地理
境川は、庄川水系における主要な支流の一つである。白山連峰の一つ・笈ヶ岳（おいずるがたけ）を水源とし、河川名の通り岐阜県・富山県境をおおむね北東に流れて庄川に合流する。流路延長15.7キロメートルの全てにおいて急しゅんなV字谷を形成する急流河川でもある。ダムは境川が流れを北から北東へ変える辺りに建設された。
ダムが建設された当時の富山県側の自治体は東砺波郡上平村であったが、平成の大合併によって周辺市町村と合併し現在は南砺市になっている。

## 沿革
庄川水系は、大正時代から浅野総一郎による水力発電開発が積極的に実施されていた河川である。日本におけるコンクリートダム技術の革新をもたらした小牧ダムを皮切りに祖山ダムなどが建設され、戦後には電源開発の手により日本屈指のロックフィルダムである御母衣ダムが最上流部に1961年（昭和36年）に完成した。支流の大白川や利賀川にも発電専用ダムが建設されたが、洪水調節や利水を目的としたダムは全く建設されていなかった。
庄川流域は、その大半が山間部であり険しい峡谷を形成していた。それゆえに水力発電には絶好の立地条件であった訳だが、一方で大雨が降れば洪水を引き起こし易く、流域は度重なる被害に悩まされていた。だが、下流部はともかく山間部では堤防建設や川幅拡張といった治水対策が不可能であり、山間部における洪水対策としてダムによる調節が検討された。一方下流の射水平野は古くから穀倉地帯として富山県の農業を支えていたが、1970年代に入ると射水平野の乾田化事業が計画され、これに伴い新たなかんがい用水の供給が必要となった。さらに高岡市を始めとする流域市町村は、新産業都市指定による富山新港の整備などにより工場の進出、そしてそれに連動した人口の増加が顕著となり、上水道や工業用水道そして電力の供給が欠かせなくなった。
こうした経緯から富山県は庄川水系の河川総合開発事業を計画した。だが庄川本流は上流部の至る所にダムが建設されており開発され尽くしていた。このため支流に補助多目的ダムを建設することで下流の治水と利水を賄おうとした。1962年（昭和37年）に和田川ダム（和田川）、1964年（昭和39年）に利賀川ダム（利賀川）の建設が開始され、それぞれ1967年（昭和42年）・1974年（昭和49年）に完成したが、五箇山を始めとした庄川上流部の治水と下流部への利水をさらに確実とするため境川へのダム計画が立案された。これにより1973年（昭和48年）より進められた「境川総合開発事業」の根幹事業が、境川ダムである。

## 完成まで
1970年（昭和45年）よりダム建設の予備調査が行われ、幾つかの候補地の中から現在の地点が選定された。予定地には、五箇山の中心地から林道で結ばれていた桂集落（1945年の世帯数6戸、人口48人）が存在したが、調査が開始された1970年に集団離村。人家は存在しない状態であったが、田畑10.6ヘクタールや山林131.2ヘクタールが水没することになり、それに対する補償が行われた。計画当初から御母衣ダムに次いで庄川水系第二の規模となるダムであったことから、洪水吐きはゲートレスとした。計画時は非常用洪水吐きを3門、常用洪水吐きをダム中腹に1門設置するほか、非常用洪水吐きの脇にゲートレス水門を左右10門設置する予定であったが、その後の計画改訂で洪水吐きを大幅に削減し非常用洪水吐き2門になった。
ダムを建設するにあたって、工法はコンクリート量を節減して工事費を圧縮することを目的にRCD工法を採用した。RCDとはRoller Compacted Dam Concreteの略で水分量を極力少なくした超固練りコンクリートを何層にも薄く積み重ねてダムコンクリートを打設するものである。1972年（昭和47年）に山口県の島地川ダム（島地川）において世界で初めて本格的に導入されたが、境川ダムは高さが100メートルを超えるハイダムにおいて初めてRCD工法が導入されたダムでもあった。
こうした最新の工法を導入してダム建設が1976年（昭和51年）より進められ、1985年（昭和60年）よりダム本体が本格着手し、1988年（昭和63年）8月8日に定礎式、1992年（平成4年）6月22日に堰堤完成、同年12月より湛水試験が開始された。そして計画着手から20年後の1993年（平成5年）に完成し、10月7日に総合完成式を挙げた。総事業費は約385億円。現在、庄川水系のダムでは最も新しく、利賀川に現在建設されている利賀ダム（国土交通省北陸地方整備局。110.0メートル）完成後も水系最大級の多目的ダムとして重要な役割を果たす。なお、ダムの欄干に書かれた「境川ダム」の文字は、地元である上平小学校の当時六年生だった女子児童が書いたものである。通常は事業者である国土交通大臣または都道府県知事、あるいは地元首長が揮毫（きごう）する欄干の文字であるが、小学生が書いたのは異例である。

## 目的

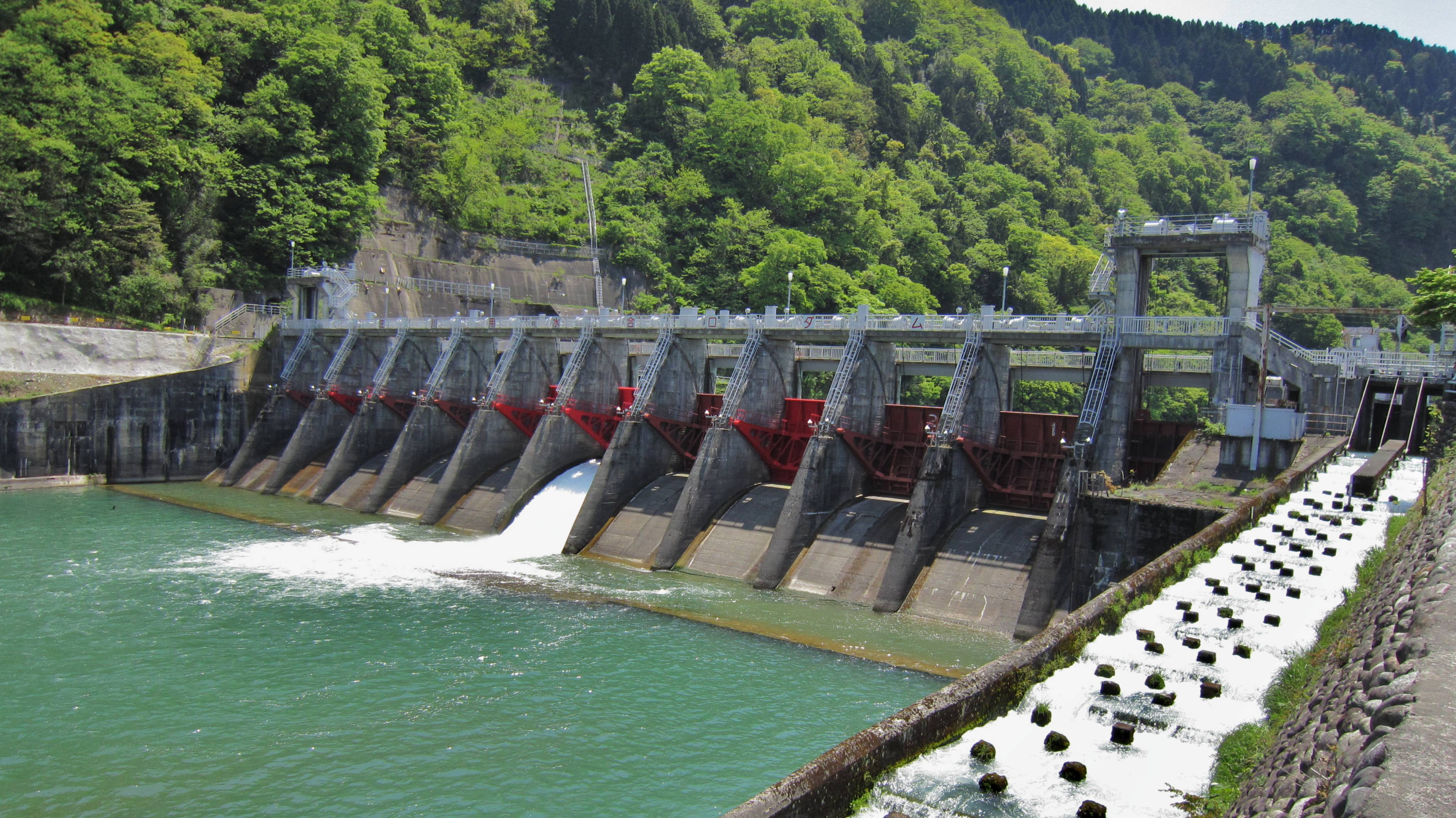
庄川合口ダム。境川ダムから供給された用水はここで取水され、和田川を経て供給先へ送られる。

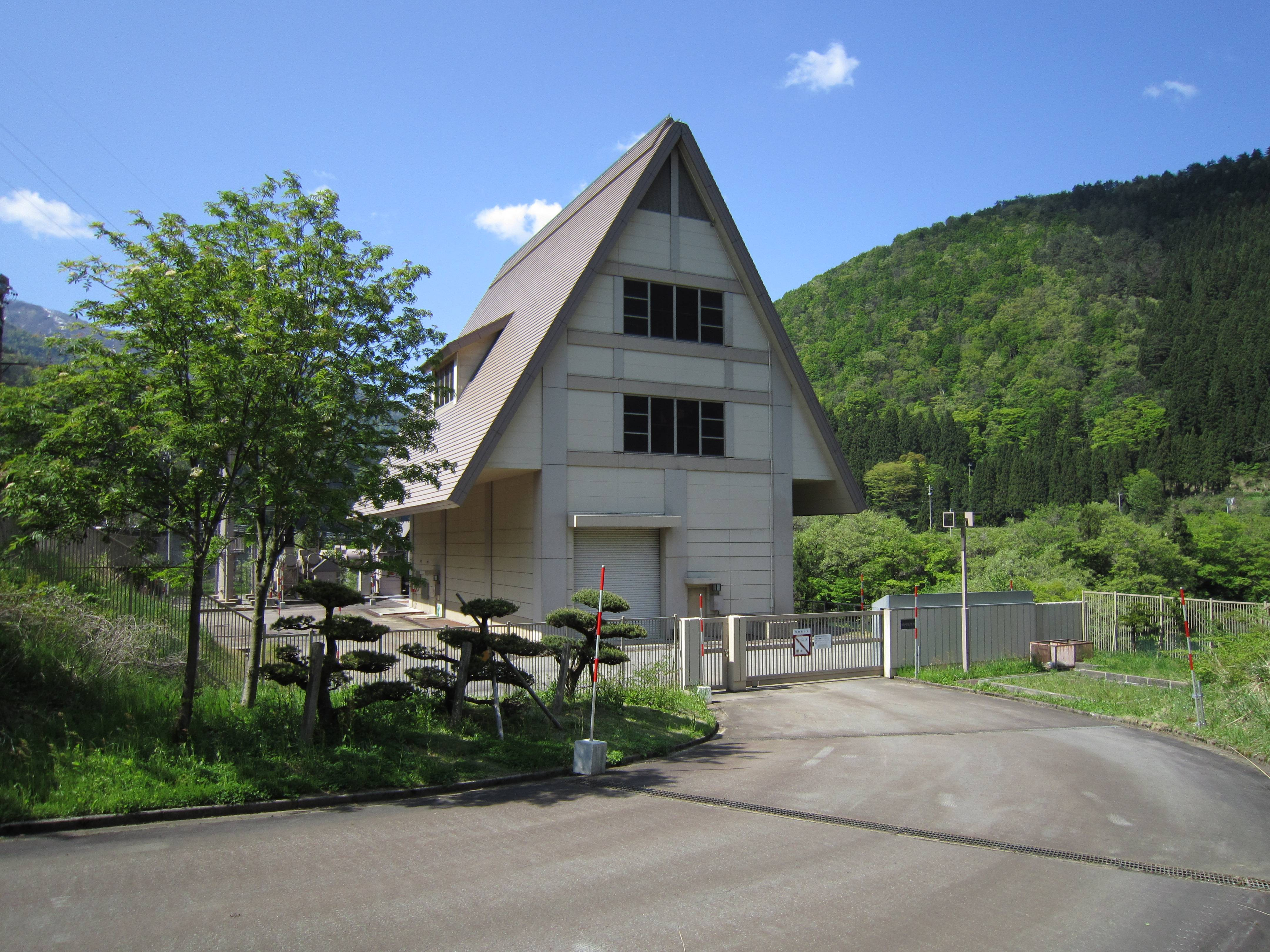
境川発電所。ダム水路式発電所で発電所自体は庄川合流点にある。

ダムの目的は治水（洪水調節）と利水（かんがい、上水道・工業用水道供給、水力発電、消流雪用水）の六つであり、多目的ダムの中では用途が広い。
洪水調節については境川と合流後の庄川上流部が対象となっており、その途中には世界遺産に登録された五箇山の集落がある。庄川との合流点を基準点とした計画高水流量毎秒670トンを毎秒310トンに軽減（毎秒360トンのカット）し、世界遺産を水害から守る重要な責任を負っている。通常多くのダムに備わっている河川維持放流などの不特定利水については、境川ダムについては目的としていない。
利水については射水平野の2,450ヘクタールに及ぶ田畑に対してかんがい期に平均毎秒5.28トン、最大で毎秒11.73トンの農業用水を供給する。上水道については高岡市、射水市、氷見市、小矢部市の四市に日量209,000トンを、工業用水道では高岡・射水の両市に日量として320,000トンを供給する。ダムから供給されたかんがい・上水道・工業用水道は庄川最下流部に日本発送電（現在は関西電力）が建設した庄川合口ダム（舟戸ダム）より取水され、支流の和田川に建設された和田川ダムに芹谷野用水を通じて導水された後上水道と工業用水道は直接、かんがい用水は和田川に建設された11ヵ堰という固定堰群を通じて射水平野に供給される。水力発電については庄川の発電用水利権を保有する関西電力が境川発電所を建設し、認可出力24,200キロワットを発電する。

### 消流雪用水
境川ダムは日本国内では珍しい消流雪用水という目的を有しており、日本で初めてこの目的が導入されたダムでもある。これは1987年（昭和62年）に建設省（国土交通省）が打ち出した「雪対策ダム事業」の一環であり、その先駆けでもあった。
日本屈指の豪雪地帯である北陸地方は、戦後では特に三八豪雪（1963年・昭和38年）と五六豪雪（1981年・昭和56年）といった多数の死者を出す豪雪も経験している。このため北陸地方では雪対策として道路融雪のための消雪パイプや流雪溝などが発達し、冬季の生活や交通を支えている。これら消雪用の水は従前は主に地下水を利用していた。だが過度の地下水依存は地盤沈下を招くことから、地下水に替わる新しい水源確保が求められた。河川行政を管轄する建設省は多目的ダム事業の多角化を進めていたが、北陸地方の克雪対策に寄与するために消雪用水の水源をダムに求める対策を立てた。そして1987年に新たな多目的ダム事業として「雪対策ダム事業」を進め、その一環として1990年（平成2年）より「消流雪用水」を新規目的として導入を決定、第一号として完成間近の境川ダムに白羽の矢が立った。
富山県はこの決定を受けて翌1991年（平成3年）に富山県総合雪対策条例を制定、その中に雪対策ダム事業として境川ダムの事業を推進することを盛り込んだ。これにより境川ダム建設事業の変更がなされ、新たに井波町（現・南砺市井波地区）に対して日量として112,320トンの消流雪用水を供給する目的が追加された。富山県では境川ダムのほか布施川ダム（布施川）、城端ダム（山田川）、久婦須川ダム（久婦須川）が既に稼働しているほか、福井県や新潟県などでも消流雪用水目的を有する多目的ダムを現在施工している。

## 桂湖

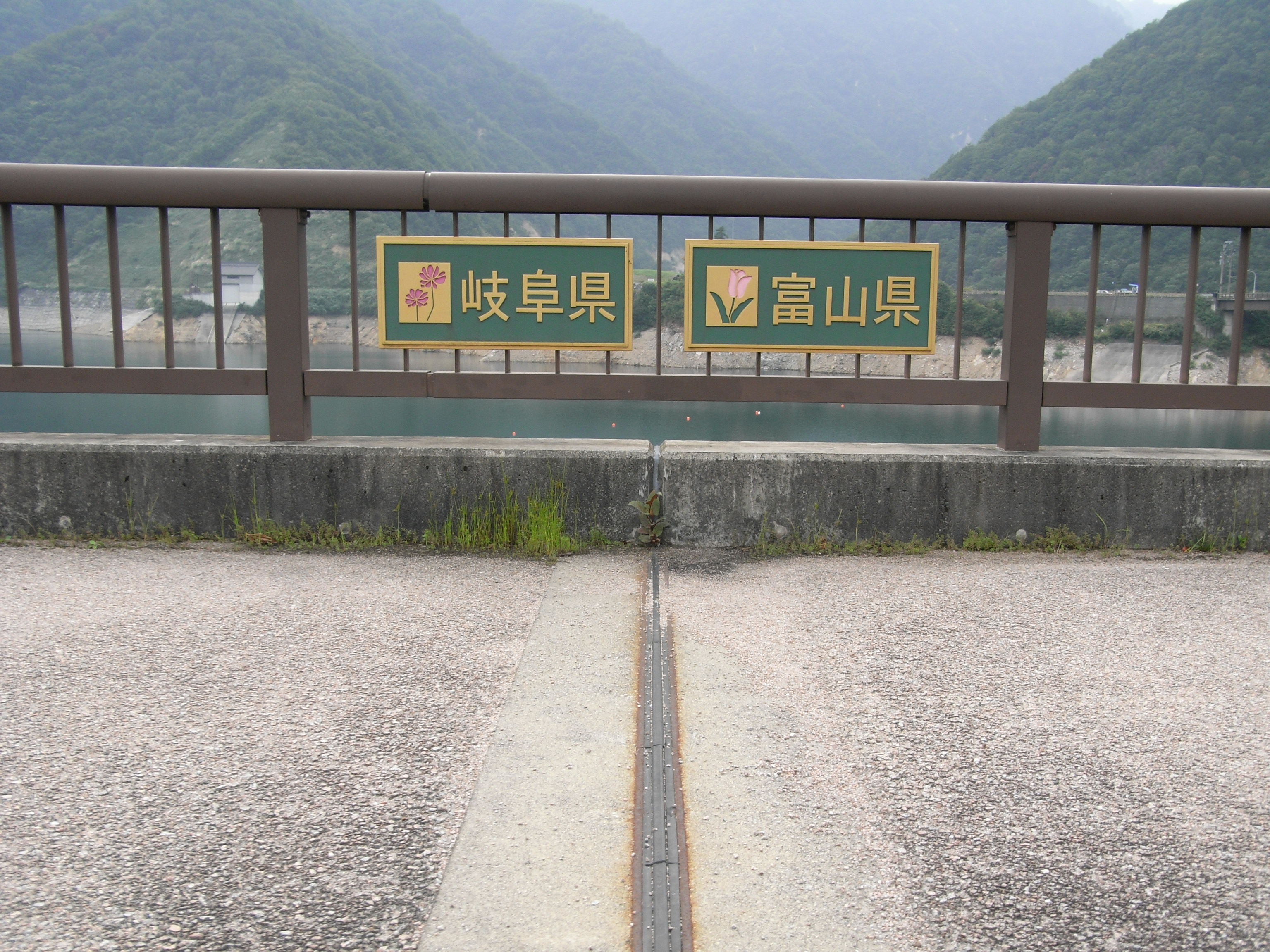
境川ダム天端（てんば）にある富山・岐阜県境を示すプレート。県境を足で踏める。

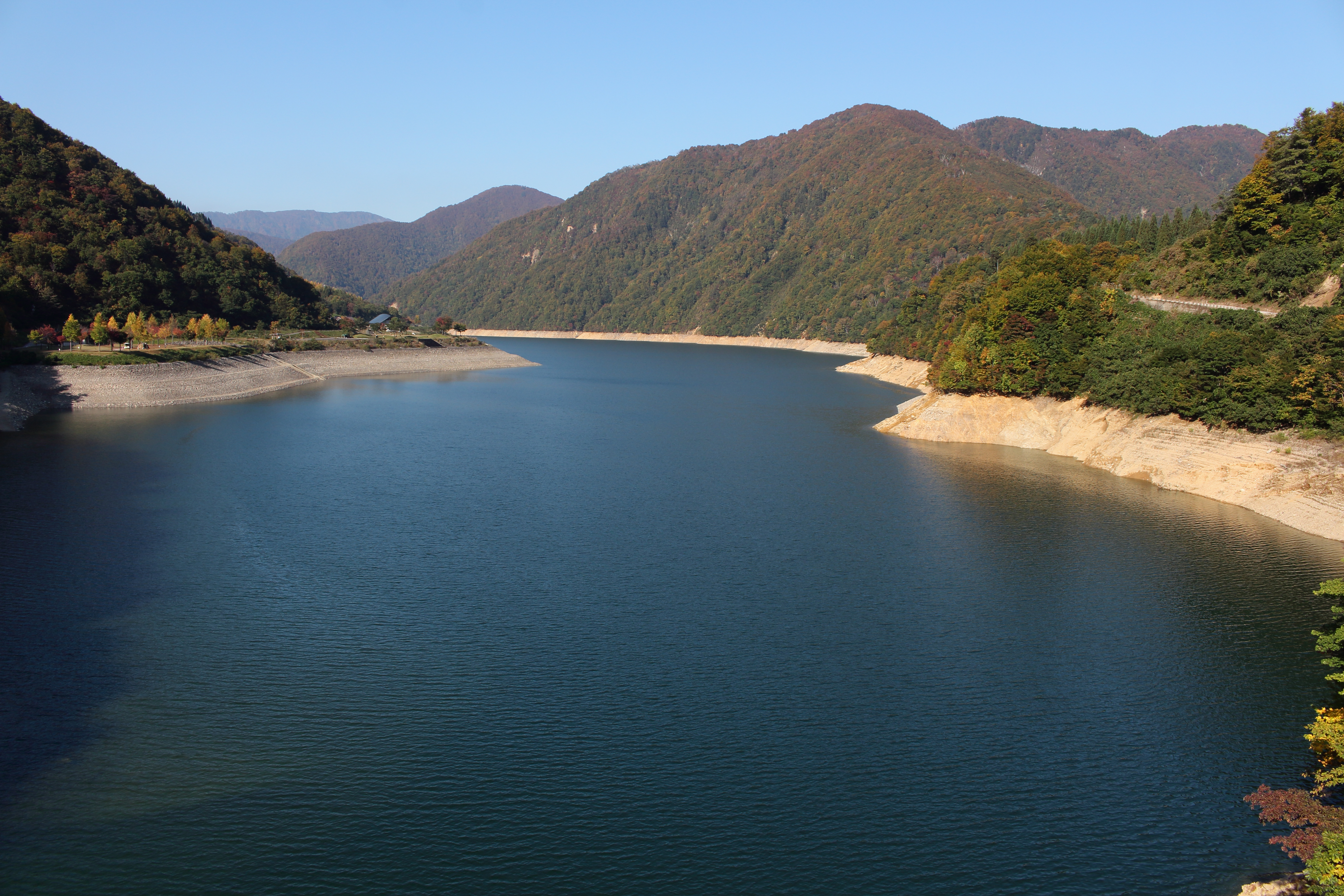
上流側から望む桂湖、左奥の湖畔に桂湖オートキャンプ場がある

ダムによって出現した桂湖は、ダム完成当時は富山県内では有峰湖、黒部湖に次いで3番目の大きさのダム湖であった。1990年に名称が決定した。水没した旧桂集落、現在の所在地から名称を取り、当初は「レイクかつら」などの案もあったが最終的には漢字で「桂」という名称を採った。桂湖全域が白山国立公園の特別地域に指定されており、付近にはキャンプ場などがある。非常用洪水吐き中央部には岐阜県と富山県のプレートがそれぞれ貼り付けられているが、これは岐阜・富山県境を示しており、徒歩で県境を踏むことができる数少ないスポットでもある。
また、日本ローイング協会公認の2000m直線ボートコースがある。
付近には五箇山と白川郷という世界遺産に登録された二つの合掌造り集落がある。紅葉の名所でもあり年間を通じて多くの観光客が訪れる。この両集落を連絡しているのが国道156号であるが、この区間は通称「飛越峡合掌ライン」とも呼ばれ、庄川を渡河する幾つかの橋がある。この橋を渡るたびに岐阜・富山県境を越えることになるので、短時間の間に何度も県境を越えるという珍しい道路でもある。この付近にはダムも多く、「荘川桜」で有名な御母衣ダムや国の登録有形文化財に登録された小牧ダムなど、日本のダムの歴史に残るダムも存在する。高山市や白山も比較的近い。
境川ダム・桂湖へは東海北陸自動車道・五箇山インターチェンジから国道156号を白川郷方面に進み、途中「桂湖」という案内標識があるためこれを右折し庄川を渡河、直進すると到着する。ダムまでの道路は舗装されているが、カーブが多く途中ガードレールがない部分もあるので運転には注意が必要である。

### 桂湖周辺にある施設
富山県南砺市上平地区の桂湖の左岸にキャンプ場などの施設がある。冬季は積雪のため使用できなくなる。夏期はローイング競技（ボート競技）の合宿、キャンプ、大笠山への登山などで県内外から多くの人々が訪れる。
- ビジターセンター:管理事務所や桂湖についての展示場、ボートやマウンテンバイクや釣り用具などを有料で貸し出してくれる施設がある。
- キャンプ場:国道156号からの道より湖沿いにあって道より10mくらい低いところにある。芝生が植えられており、キャンピングカーも進入できるようになっている。
- コテージ:ビジターセンターよりやや下流に3軒ある。2階建てのウッドハウスでバーベキューもできる設備もある。ただし、コテージ内にはテレビやエアコンがない。
- レストラン:コテージの向かいにある。メニューとしてはカレーライスやラーメンなどの軽食類がある。